# آئوی ناکامورا
آئوی ناکامورا (انگلیسی: Aoi Nakamura؛ زادهٔ ۴ مارس ۱۹۹۱) بازیگر، photomodel اهل ژاپن است.